# Thomas Beyer (Politiker, 1963)

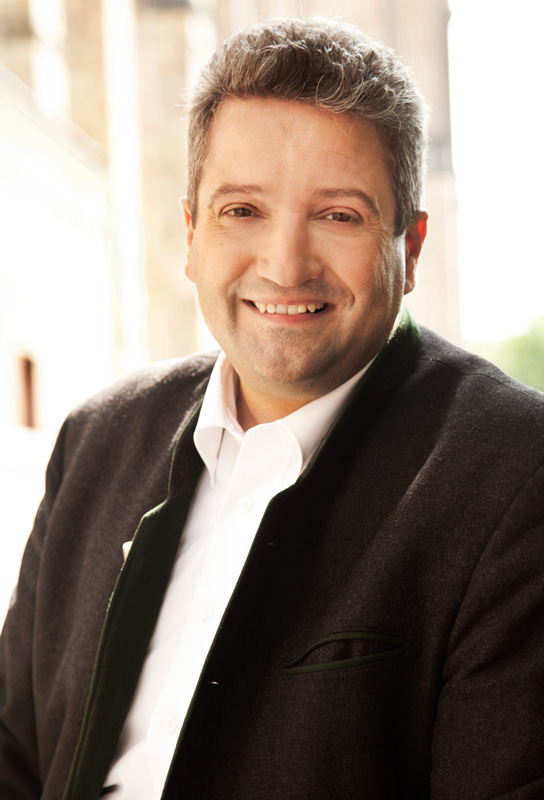
Thomas Beyer (2011)

Thomas Beyer (* 6. September 1963 in Fürth) ist ein deutscher Jurist und Politiker. Er ist Vorsitzender der Arbeiterwohlfahrt (AWO) Bayern und war von 2003 bis 2013 Mitglied des Bayerischen Landtages für die SPD.

## Schulbildung und Beruf
Nach Abitur am Adam-Kraft-Gymnasium in Schwabach und Grundwehrdienst in Amberg und Regensburg studierte Thomas Beyer in den Jahren 1983 bis 1989 Rechtswissenschaft an der Friedrich-Alexander-Universität Erlangen-Nürnberg. Die Erste Juristische Staatsprüfung absolvierte er im Januar 1989. Im Anschluss daran durchlief er den  juristischen Vorbereitungsdienst als Rechtsreferendar beim OLG Nürnberg. Die Zweite Juristische Staatsprüfung folgte im November 1994. Im Jahr 1998 wurde er als Rechtsanwalt zugelassen.

## Politische Laufbahn
Beyer ist seit dem Jahr 1995 Mitglied der SPD. Im März 2002 kandidierte er im Landkreis Nürnberger Land als Landrat, unterlag aber Amtsinhaber Helmut Reich. Er wurde in den Kreisrat und dort zum Vorsitzenden der SPD-Fraktion gewählt. Bei der Kommunalwahl 2008 wurde er als Kreisrat bestätigt.
Im September 2003 wurde Thomas Beyer über die Wahlkreisliste Mittelfranken in den Bayerischen Landtag gewählt und gehörte dort bis zum Jahr 2008 dem Ausschuss für Wirtschaft, Infrastruktur, Verkehr und Technologie an. Bei den Wahlen 2008 wurde er mit dem bayernweit zweitbesten Stimmergebnis wieder in den Landtag gewählt. Vom Jahr 2006 bis Juni 2011 war er stellvertretender Vorsitzender der SPD-Landtagsfraktion. Seitdem ist er deren wirtschaftspolitischer Sprecher.
Im Jahr 2007 wurde Thomas Beyer zum stellvertretenden Vorsitzenden der bayerischen SPD gewählt. In den Jahren 2009 und 2011 wurde er jeweils im Amt bestätigt, im Juli 2011 mit mehr als 95,7 % der Stimmen. Im Jahr 2013 verzichtete er auf eine erneute Kandidatur.
Seit September 2004 ist Beyer Landesvorsitzender der Arbeiterwohlfahrt in Bayern.
Am 19. Juni 2013 gab Beyer den Rückzug von seiner Kandidatur für den bayerischen Landtag bekannt; er war als Direktbewerber im Stimmkreis Nürnberger Land und als Listenführer im Wahlkreis Mittelfranken aufgestellt. Er begründete seinen Rückzug mit der kurzfristigen Berufung auf eine Professur an der Georg-Simon-Ohm-Hochschule Nürnberg. Seit dem Jahr 2021 ist er Professor für Recht an der Fakultät für Soziale Arbeit der KU Eichstätt.
Er ist erster stellvertretender Vorsitzender des Kuratoriums der Akademie für Politische Bildung Tutzing.